# سنجاب‌های زمینی تمام‌شمالی
سنجاب‌های زمینی تمام‌شمالی (نام علمی: Urocitellus) نام یک سرده از تبار سنجاب زمینی است.

## گونه‌ها
سرده Urocitellus
- سنجاب زمینی یونیتا, Urocitellus armatus
- سنجاب زمینی بلدینگ, Urocitellus beldingi
- سنجاب زمینی آیداهو, Urocitellus brunneus
- سنجاب زمینی مریام, Urocitellus canus
- سنجاب زمینی کلمبیا, Urocitellus columbianus
- سنجاب زمینی وایومینگ, Urocitellus elegans
- سنجاب زمینی پایوتی, Urocitellus mollis
- سنجاب زمینی قطبی, Urocitellus parryii
- سنجاب زمینی ریچاردسون, Urocitellus richardsonii
- سنجاب زمینی تاونسند, Urocitellus townsendii
- سنجاب زمینی دم‌دراز, Urocitellus undulatus
- سنجاب زمینی واشینگتن, Urocitellus washingtoni